# Szafa bezpieczeństwa

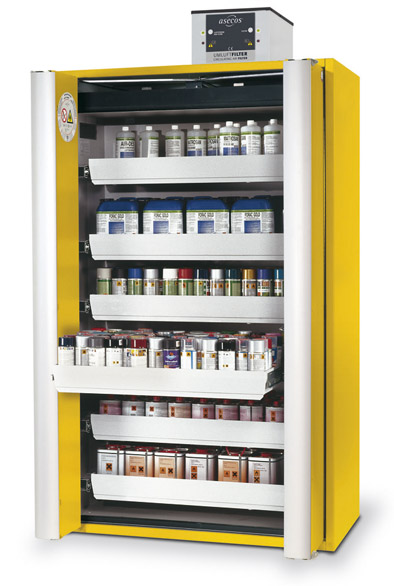
Szafa bezpieczeństwa z przystawką filtracyjną

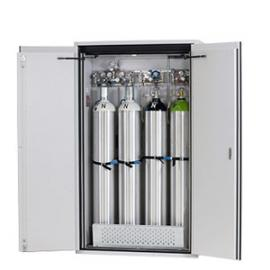
Szafa bezpieczeństwa dla butli z gazem sprężonym

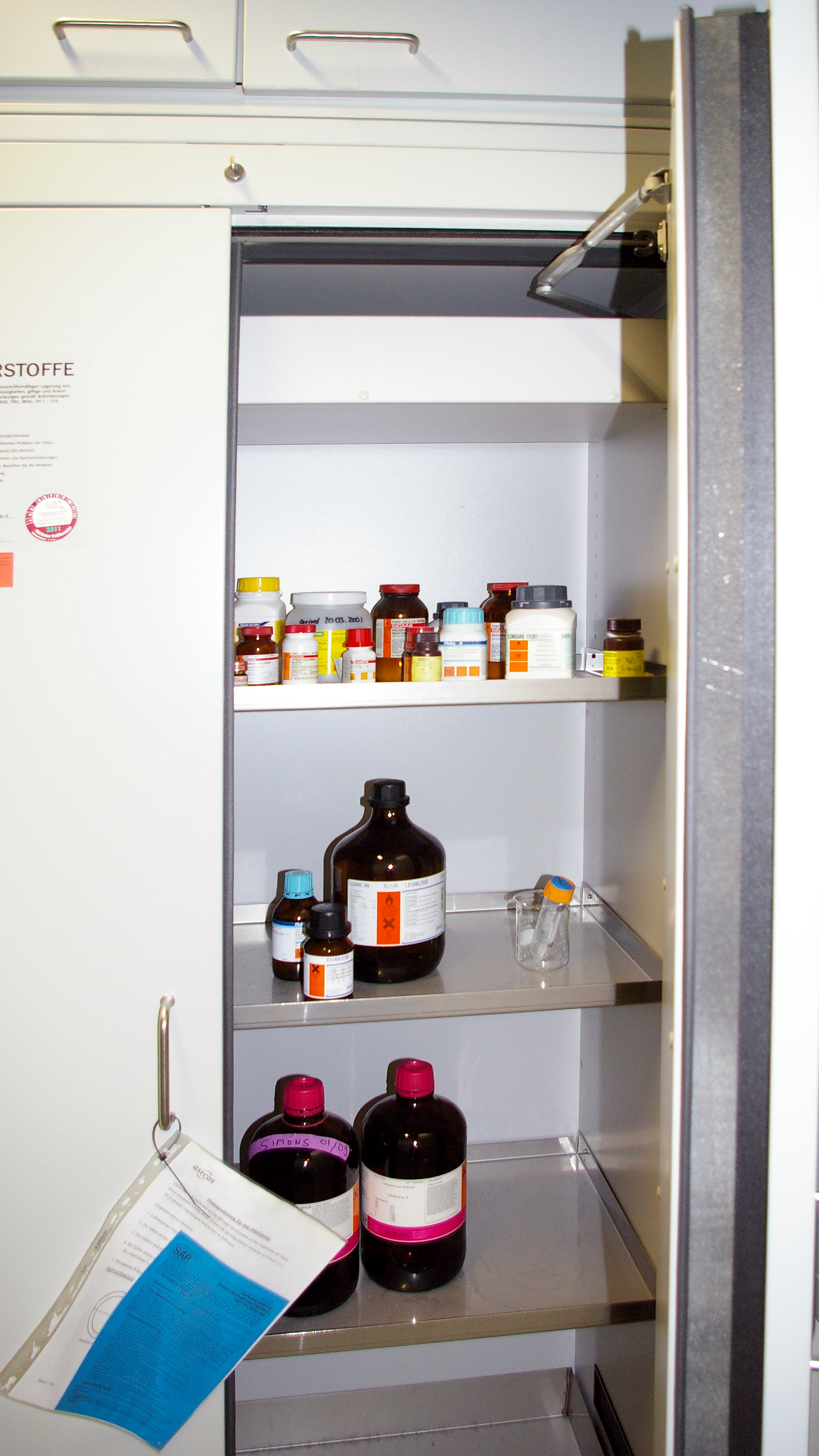
Szafa na chemikalia

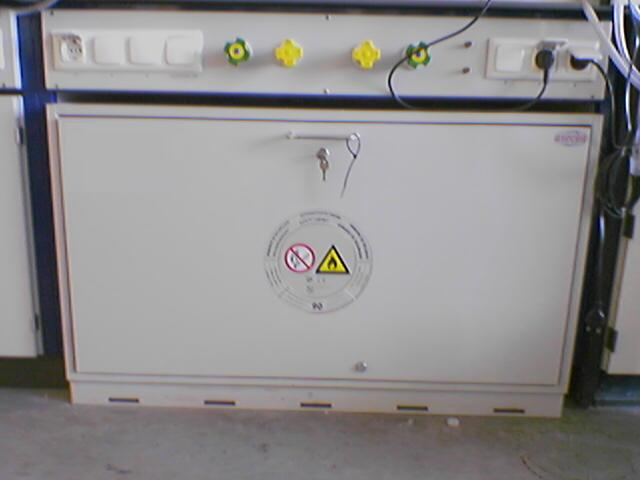
Szafka na substancje niebezpieczne

Szafa bezpieczeństwa – ognioodporne szafy służące do bezpiecznego przechowywania palnych chemikaliów lub butli ze sprężonym gazem. Przechowywanie substancji palnych w takich szafach zapobiega przed rozprzestrzenianiem się ognia oraz zabezpiecza przed wybuchem w przypadku pożaru. Obszary zastosowań i użytkowania są zróżnicowane: przemysł, laboratoria, handel, uniwersytety, szpitale, organizacje publiczne zajmujące się substancjami niebezpiecznymi, działy BHP itp.

## Struktura
Projektowanie i testowanie szaf bezpieczeństwa regulują normy europejskie EN 14470-1 (szafy do przechowywania cieczy palnych) i EN 14470-2 (szafy do przechowywania butli z gazami sprężonymi).
Szafy bezpieczeństwa składają się zazwyczaj z następujących elementów: korpus wewnętrzny (drewniany lub metalowy), izolacja przeciwpożarowa, króćce wentylacyjne nawiewny i wyciągowy z zabezpieczeniem w postaci bezpiecznika termo-czułego, mechanizmy przymusowego zamykania drzwi w przypadku pożaru (nie dotyczy szaf na butle gazowe), uszczelki przeciwpożarowe na drzwiach i opcjonalnie uziemienie.
Szafy bezpieczeństwa na substancje łatwopalne zazwyczaj posiadają półki lub wysuwane szuflady, na których przechowywane są chemikalia. Szafy bezpieczeństwa są wyposażone w wanny wychwytowe na dnie szafy, które zapobiegają wyciekom substancji niebezpiecznych.
Szafy bezpieczeństwa na butle gazowe są przeznaczone do przechowywania butli z gazami sprężonymi. W celu wyprowadzenia instalacji gazów, otwory w szafie są wiercone w określonych punktach, przez które następnie wyprowadzane są rurociągi metalowe. Przepusty rurowe muszą być uszczelnione w celu zapewnienia ochrony przeciwpożarowej. Wiele szaf na butle z gazem sprężonym posiada „rampy”, które można wsunąć do drzwi lub rozłożyć, aby nie uszkodzić uszczelek przeciwpożarowych przy załadowywaniu lub opróżnianiu szafy.
Modele są dostępne w różnych szerokościach, wysokościach i klasach odporności ogniowej oraz z różnymi systemami drzwi i zamków:
- Szerokość (w cm): 60, 90, 120, 140
- Wysokość: modele dostępne w różnych wysokościach
- Klasy odporności ogniowej: F15, F30, F60, F90 lub G15, G30, G60, G90 – ochrona przed ogniem (w minutach)
- Drzwi i systemy zamykania: drzwi składane i uchylne dostępne również w wersji z czujnikiem i w pełni zautomatyzowanym otwieraniem/zamykaniem drzwi.

## Działanie
Zaleca się podłączenie szaf bezpieczeństwa do stałego systemu odprowadzania powietrza. Jeśli szafa bezpieczeństwa nie jest podłączona do technicznego systemu odprowadzania powietrza, określony obszar przed i wokół szafy jest uważany za strefę zagrożenia wybuchem 2. Jeśli szafa bezpieczeństwa jest podłączona do 24-godzinnego technicznego systemu odprowadzania powietrza, strefa niebezpieczna jest ograniczona do wnętrza szafy. Aby zapobiec uszkodzeniu szafy przez korozję, w tego typu szafie nie mogą znajdować się żadne kwasy ani zasady: TRbF Dodatek L: Wyposażenie do składowania w strefach roboczych (szafy bezpieczeństwa)/ punkty 4.1 i 4.2 oraz BGR 104 2.2.8.
Jeśli podłączenie do systemu odprowadzania powietrza nie jest możliwe na miejscu, szafy z rozpuszczalnikami i szafy bezpieczeństwa mogą być wentylowane za pomocą przystawki filtracyjnej. Urządzenie filtruje powietrze odciągane z szafy za pomocą filtra z węglem aktywnym i oddaje oczyszczone powietrze z powrotem do pomieszczenia.

## Funkcja
W przypadku pożaru przy wzroście temperatury do ok. 50 °C, najpierw wysunięte szuflady są wsuwane, a następnie zamykane są drzwi szaf bezpieczeństwa. Procesy te są zazwyczaj kontrolowane za pomocą bezpieczników bimetalowych lub lutów topliwych. Od temperatury ok. 70 °C zamykają się zawory przeciwpożarowe w króćcach wentylacyjnych (nawiewu i wywiewu powietrza). Przy wzroście temperatury do ok. 160 °C specjalna pianka uszczelnia szczelinę wokół drzwi. Szafka jest w ten sposób hermetycznie zamknięta.
Szafy bezpieczeństwa z automatycznym zamykaniem drzwi zapewniają dodatkowe bezpieczeństwo. Po upływie określonego czasu drzwi szafy zamykają się automatycznie, minimalizując tym samym ryzyko wydostania się niebezpiecznych oparów.
Szafy bezpieczeństwa do butli z gazem sprężonym zazwyczaj nie posiadają funkcji automatycznego zamykania drzwi, ponieważ drzwi tych szaf powinny być zawsze zamknięte podczas ich użytkowania.

## Wydajność
W zależności od czasu odporności ogniowej, szafa bezpieczeństwa zapobiega nagrzewaniu się składowanego towaru. Wzrost temperatury wewnątrz szafy jest ograniczony przez określony czas. W przypadku szaf na butle z gazami dopuszczalny wzrost temperatury wynosi 50 stopni. Dla łatwopalnych cieczy i ciał stałych wartość ta wynosi 180 K. Jest to testowane w komorach ogniowych do testów ściennych za pomocą ETK (standardowa krzywa temperatury i czasu).

## Audyt
Zgodnie z §§3 i 10 Rozporządzenia o bezpieczeństwie pracy oraz normą DIN EN 14470 szafy bezpieczeństwa muszą być regularnie kontrolowane przez kompetentną osobę.
Zakres badań:
- Stan czujników ochrony przeciwpożarowej
- Stan izolacji przeciwpożarowej
- Stan uszczelek przeciwpożarowych
- Stan zawiasów
- Funkcjonalność zamykania drzwi
- Funkcja blokady drzwi
- Stan korpusu (korozja)
- Zgodność z obszarami EX
- Pomiar strumienia objętości powietrza wywiewanego (dla wentylacji technicznej)[5]

## Aktualny stan techniki
Obecnie rozróżnia się składowanie bierne (zamknięte pojemniki) i składowanie aktywne (otwarte pojemniki lub procesy przelewania w szafie) przy składowaniu cieczy palnych w szafie bezpieczeństwa.
W aktywnych szafach bezpieczeństwa przewidziano dodatkowe środki ostrożności zgodnie z aktualnym stanem techniki, np. obowiązkową wentylację lub przewodzącą prąd elektryczny powłokę proszkową wszystkich metalowych elementów szafy.
Pierwsze szafy bezpieczeństwa (w latach 70.) miały czas odporności ogniowej zaledwie 20 minut. Zastosowanie materiałów kalcynujących (zamiast dotychczasowej izolacji z wełny mineralnej) umożliwiło wydłużenie czasu odporności ogniowej do 90 minut.
Jednocześnie udało się znacząco zmniejszyć grubość ściany (szczególnie grubość drzwi). Dzięki temu po raz pierwszy możliwe było zastosowanie drzwi składanych zamiast zwykłych drzwi uchylnych.